# Clytorhynchus nigrogularis
Clytorhynchus nigrogularis е вид птица от семейство Monarchidae. Видът е световно застрашен, със статут Уязвим.

## Разпространение
Видът е разпространен във Фиджи.